# Elżbieta Skwiercz
Elżbieta Skwiercz (ur. 30 października 1868 w Oksywskich Piaskach (obecnie Gdynia), zm. 20 grudnia 1935 w Gdyni) – właścicielka ziemska. 

## Życiorys
Urodziła się w rodzinie karczmarzy Józefa Skwiercza i Magdaleny z d. Górskiej, jako jedyna córka spośród jedenaściorga dzieci. Nigdy nie wyszła za mąż i nie miała dzieci.
Dom i gospodarstwo Elżbiety Skwiercz znajdowało się przy skwerze Kościuszki 19. W 1922 dokonała darowizny części tego gruntu pod budowę kościoła p.w. Najświętszej Marii Panny Królowej Polski w Gdyni przy ulicy Świętojańskiej.
Elżbieta Skwiercz została pochowana na cmentarzu Witomińskim w Gdyni, gdzie w jednym grobie spoczywa wraz ze swoimi bratanicami Rozalią Skwiercz oraz Florentyną Dorsz.